# إيان بلاك (صحفي)
إيان بلاك (بالإنجليزية: Ian Black)‏‏ (15 يوليو 1953 - 22 يناير 2023) صحفي ومؤلف بريطاني يركز على القضايا السياسية الدولية. وهو زميل زائر في مركز الشرق الأوسط في كلية لندن للاقتصاد والعلوم السياسية.

## جوائز
- في عام 2010، حصل بلاك على جائزة السلام من خلال وسائل الإعلام من قبل المجلس الدولي للصحافة والإذاعة في حفل توزيع جوائز الإعلام الدولي السنوي السادس في لندن.[5]